# Sunday Bloody Sunday
«Sunday Bloody Sunday» es una canción de la banda irlandesa de rock U2. Es la canción de apertura y tercer sencillo del álbum War (1983). Fue escrita a raíz de los incidentes del llamado Domingo Sangriento de 1972, en el que murieron 14 personas.
El sencillo fue lanzado en marzo de 1983 en Alemania y Holanda solamente, mientras que «Two Hearts Beat As One» fue lanzado por las mismas fechas en Estados Unidos, Reino Unido y Australia.
Al igual que "New Year's Day", la canción ayudó a U2 a conseguir mayores audiencias. Generalmente fue bien recibida por los críticos.
La canción es una de las principales de U2, siendo utilizada reiteradamente por ellos en conciertos en vivo desde la fecha de su lanzamiento. La canción causó controversia durante sus primeras interpretaciones; a pesar de esto, Bono insistió a su audiencia en el mensaje anti-violencia de la canción durante muchos años.
Actualmente la canción es ubicada por los críticos entre las mejores canciones de protesta política, y ha sido versionada por más de una docena de artistas.
La revista Rolling Stone la situó en el puesto 268 en la lista de las 500 mejores canciones de todos los tiempos.

## Desarrollo y grabación
"Sunday Bloody Sunday" se desarrolló a partir de un riff de guitarra y una letra escritos por The Edge en 1982. Mientras que Bono y su esposa Ali Hewson se encontraban de luna de miel en Jamaica, The Edge trabajaba en el nuevo álbum de la banda. Después de una discusión con su novia, y estando en un periodo de dudas sobre sus habilidades como escritor musical, The Edge canalizó su miedo y frustración en una pieza musical. El esbozo creado por el guitarrista no tenía aún un nombre o una melodía de estribillo, pero sí una estructura y una temática.
Después de que Bono trabajara en las letras, la banda grabó la canción en los Windmill Lane Studios en Dublín. Durante las sesiones de grabación, el productor Steve Lillywhite recomendó al baterista Larry Mullen Jr. el uso de un click track, pero Mullen se opuso firmemente a la idea. Sin embargo, una reunión con Andy Newmark (de Sly & the Family Stone)— un baterista que usaba el click track frecuentemente -hizo cambiar de opinión a Mullen. Un violinista local, Steve Wickham, se acercó una mañana a The Edge en una parada de bus, y le preguntó si U2 necesitaba algún violín para su siguiente álbum; en sólo medio día, el violín eléctrico de Wickham se convirtió en el último añadido instrumental a la canción.
Larry Mullen Jr. dijo acerca de la canción en 1983:

We're into the politics of people, we're not into politics. Like you talk about Northern Ireland, 'Sunday Bloody Sunday,' people sort of think, 'Oh, that time when 13 Catholics were shot by British soldiers'; that's not what the song is about. That's an incident, the most famous incident in Northern Ireland and it's the strongest way of saying, 'How long? How long do we have to put up with this?' I don't care who's who - Catholics, Protestants, whatever. You know people are dying every single day through bitterness and hate, and we're saying why? What's the point? And you can move that into places like El Salvador and other similar situations - people dying. Let's forget the politics, let's stop shooting each other and sit around the table and talk about it. (...) There are very few bands that say, 'why don't you just put down the guns?' there are a lot of bands taking sides saying politics is crap, etc. Well, so what! The real battle is people dying, that's the real battle. Politics and music I find very hard to distinguish, where do you draw the line?
Nosotros estamos en políticas humanas, no en política. Cuando hablas sobre el Domingo Sangriento de Irlanda del Norte, la gente tiende a pensar "Oh, esa vez en que 13 católicos fueron disparados por soldados británicos"; eso no es de lo que la canción trata. Ese es un incidente; el más famoso incidente en Irlanda del Norte, y esa es la forma más poderosa de decir "¿Cuánto tiempo? ¿Cuánto tiempo tenemos qué soportar esto?" No me importa quién es quién - católico, protestante, lo que sea. Saben que la gente muere todos los días por amargura y odio, y ¿nos preguntamos por qué? ¿Cuál es el punto? Y pueden ir a otro sitio como El Salvador, y encontrarán situaciones similares: gente muriendo. Olvidémonos de las políticas, dejemos de dispararnos entre nosotros y sentémonos en la mesa a hablar sobre ello. (...) Hay muy pocas bandas que dicen "¿Por qué no simplemente bajan sus armas?"; hay muchas bandas eligiendo un lado diciendo que la política es basura, etc. ¡¿Y qué?! La batalla real es gente muriendo, esa es la batalla real. La política y la música son muy difíciles de distinguir; ¿dónde se dibuja la línea?

## Reacciones
El grupo era consciente cuando grabó "Sunday Bloody Sunday" de que su letra podía ser malinterpretada como sectaria. Algunas de las letras originales de The Edge hablaban explícitamente en contra de los rebeldes violentos, pero fueron retiradas para proteger al grupo. Aún sin esas letras, algunos oyentes consideraban la canción una canción rebelde, que incluso glorificaba los eventos de los dos Domingos Sangrientos a los que hacía referencia.
Comercialmente, la canción causó mayor impacto en Holanda, donde llegó al tercer puesto en las listas nacionales. En Estados Unidos, la canción obtuvo una ejecución significativa en la radio, y junto a "New Year's Day" llevó a U2 a las audiencias de rock norteamericanas.
Las reacciones críticas hacia la canción fueron positivas en su mayoría. En la revista irlandesa Hot Press, Liam Mackey elogió la instrumentación de la canción. Denise Sullivan comentó en Allmusic que la batería de apertura de Mullen daba un sentimiento especial a la canción, al igual que al resto del álbum. En el año 2004, la canción ingresó a la lista de las 500 mejores canciones de todos los tiempos de Rolling Stone, ubicándose en el puesto 268.

## Interpretaciones en vivo

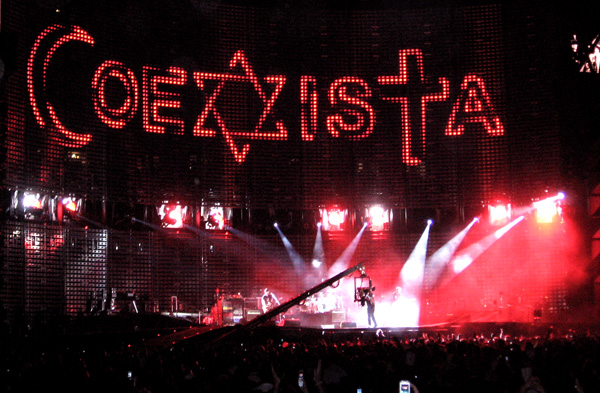
U2 interpretando "Sunday Bloody Sunday" en Ciudad de México durante el Vertigo Tour.

"Sunday Bloody Sunday" ha sido interpretada en vivo más de 600 veces por U2. La banda tocó la canción por primera vez frente a una audiencia en diciembre de 1982, en un concierto previo al War Tour. La banda estaba especialmente nerviosa acerca de tocar la canción en Belfast, Irlanda del Norte. Bono prometió "no volver a tocar nunca la canción" si no le gustaba al público; la audiencia disfrutó mucho la canción: acerca de esa experiencia, the Edge declaró:

"The place went nuts, it drew a really positive reaction. (...) We thought a lot about the song before we played it in Belfast and Bono told the audience that if they didn't like it then we'd never play it again. Out of the 3,000 people in the hall about three walked out. I think that says a lot about the audience's trust in us."
"El público enloqueció; hubo una reacción muy positiva. (...) Pensamos mucho sobre la canción antes de tocarla en Belfast, y Bono le dijo a la audiencia que si no les gustaba no volveríamos a tocarla nunca. De las cerca de 3.000 personas que había en el lugar, tres se retiraron. Creo que eso dice mucho acerca de la confianza que la audiencia nos dio.

 A pesar del éxito, la banda continuó aprensiva sobre la canción: Bono introdujo la canción con la frase "Esta no es una canción rebelde" aún para la sexta vez que la interpretaban.
La canción continuaba siendo parte importante en los conciertos de U2 mientras el grupo ganaba fama con The Joshua Tree en 1987. Algunas interpretaciones de la canción durante esa gira consistían en versiones más lentas y contemplativas, mientras que otras versiones eran más rápidas y salvajes. En esa gira, además, "Sunday Bloody Sunday" fue presentada en vivo por primera vez en Irlanda del Norte, y no ha sido presentada allí de nuevo desde entonces.
El rockumental Rattle and Hum de 1988 incluye una versión muy particular de la canción, grabada el 8 de noviembre de 1987 en el McNichols Arena en Denver, Colorado. En esta versión, el discurso que Bono dio a mitad de la canción condenaba específicamente el bombardeo del día de remembranza que ocurrió ese mismo día en la ciudad de Enniskillen, Irlanda del Norte:

And let me tell you somethin'. I've had enough of Irish Americans who haven't been back to their country in twenty or thirty years come up to me and talk about the resistance, the revolution back home…and the glory of the revolution…and the glory of dying for the revolution. Fuck the revolution! They don't talk about the glory of killing for the revolution. What's the glory in taking a man from his bed and gunning him down in front of his wife and his children? Where's the glory in that? Where's the glory in bombing a Remembrance Day parade of old age pensioners, their medals taken out and polished up for the day. Where's the glory in that? To leave them dying or crippled for life or dead under the rubble of the revolution, that the majority of the people in my country don't want. No more!
Y déjenme decirles algo. Ya tuve suficiente de parte de los irlandeses americanos que no han estado en su país desde hace 20 ó 30 años y viene a hablarme acerca de la resistencia, de la revolución volviendo a casa… y de la gloria de la revolución… y de la gloria de morir por la revolución. ¡Que se joda la revolución! Ellos no hablan acerca de la gloria de matar por la revolución. ¿Cuál es la gloria de sacar a un hombre de la cama y dispararle frente a su esposa y sus hijos? ¿Dónde está la gloria en eso? ¿Dónde está la gloria en bombardear una celebración del día de remembranza de ancianos pensionados, que habían sacado y abrillantado sus medallas para ese día? ¿Dónde está la gloria de eso? Dejarlos agonizantes o lisiados de por vida, o muertos bajo los escombros de la revolución, que la mayoría de personas de mi país no quieren. ¡No más!

Después de la gira de The Joshua Tree, Bono comentó que la banda posiblemente no tocaría la canción de nuevo, pues la versión de Denver la había llevado al máximo, y no sería posible hacer una versión con un nivel comparable. La canción no fue interpretada durante ninguno de los 47 conciertos del Lovetown Tour en 1989, pero reaparecería más tarde en el Zoo TV Tour, y posteriormente durante la segunda mitad del PopMart Tour (1997–1998), cuando la banda tocó un emotivo concierto en Sarajevo que incluyó una versión solo del tema interpretada por The Edge. "Sunday Bloody Sunday" fue interpretada de ese mismo modo hasta el final del tour en marzo de 1998.
"Sunday Bloody Sunday" fue interpretada en todos los conciertos de la gira Elevation en el 2001, y en las giras Vertigo en 2005 y 2006. Las ejecuciones de 2001 frecuentemente incorporaban partes de las canciones "Get Up, Stand Up" y "Johnny Was", ambas de Bob Marley. Un mensaje intermedio de la canción haciendo referencia al atentado de Omagh ("¡Conviertan esa canción en una plegaria!") fue capturado en el DVD en vivo U2 Go Home: Live from Slane Castle. En los conciertos en Nueva York posteriores a los atentados del 11 de septiembre de 2001, el intermedio original fue reemplazado por Bono sosteniendo una bandera americana.
La canción se utilizó en la gira Vertigo de 2005 y 2006 como una de las tantas canciones políticas interpretadas a la mitad del repertorio. Bono extendió el interludio de la canción para explicar el cartel que se había expuesto en la canción anterior: el cartel mostraba un símbolo que consistía en la palabra "coexist" (coexistir), escrita de modo que contenía una media luna, una estrella de David y una cruz cristiana. El símbolo fue creado por un artista polaco, y estaba registrado en los Estados Unidos por una pequeña compañía en Indiana. Al igual que con los espectáculos de 2001, la canción se utilizó durante la gira Vertigo para tocar problemas diferentes a «Los Problemas» en Irlanda del Norte. En los conciertos de 2006 en Brisbane, Bono pidió que al australiano David Hicks, acusado de terrorismo, fuera devuelto a Australia para ser juzgado con las leyes de su país. Además, Bono dedicó la canción a las víctimas del bombardeo de Bali de 2002, de las cuales 88 eran de nacionalidad australiana.

## Video musical
Aunque no se ha producido un video promocional para la canción, la banda utilizó la grabación de su concierto del 5 de junio de 1983 para promocionar la canción. La filmación del concierto, dirigida por Gavin Taylor, fue lanzada al mercado con el nombre de Under a Blood Red Sky.
En 2004, Rolling Stone catalogó la actuación como uno de los 50 momentos que cambiaron la historia del rock and roll, apuntando:

[T]he sight of Bono singing the anti-violence anthem "Sunday Bloody Sunday" while waving a white flag through crimson mist (...) became the defining image of U2's warrior-rock spirit and—shown in heavy rotation on MTV—broke the band nationwide.
La imagen de Bono cantando el tema anti-violencia "Sunday Bloody Sunday" mientras ondeaba una bandera blanca a través de neblina carmesí (...) se convirtió en la imagen que define el espíritu del rock guerrero de U2, y- mostrada ampliamente en MTV-presentó a la banda nacionalmente.

## Lanzamientos
La canción fue lanzada en varios sencillos en disco de vinilo, con variaciones principalmente en la canción del lado B.

### Versión 1
El sencillo más común. Fue lanzado en disco de vinilo de 7" en Alemania y Holanda. El lado B del sencillo es una de las pocas canciones en las que el bajista Adam Clayton aparece cantando.
1. "Sunday Bloody Sunday" – 4:34
2. "Endless Deep" – 2:58

### Versión 2
Una versión menos común, lanzada también en vinilo de 7".
1. "Sunday Bloody Sunday" – 4:34
2. "Two Hearts Beat As One" (edición de 7") – 3:52

### Versión 3
Versión japonesa en disco de vinilo de 7". Tenía un lado-B diferente a la primera versión, y un diseño de carátula distinto.
1. "Sunday Bloody Sunday" – 4:34
2. "Red Light" – 4:03

### Versión 4
Esta versión fue lanzada en disco de vinilo de 12" en varios países europeos, y posteriormente en CD en Austria.
1. "Sunday Bloody Sunday" – 4:34
2. "Two Hearts Beat As One" (Remix) – 5:40
3. "New Year's Day" (Remix) – 4:30

## Posiciones en cartelera
| Año  | Sencillo               | Chart                     | Posición |
| ---- | ---------------------- | ------------------------- | -------- |
| 1985 | "Sunday Bloody Sunday" | Dutch Top 40              | #3       |
| 1983 | "Sunday Bloody Sunday" | US Mainstream Rock Tracks | #7       |